# جزیره وسطی (استرالیای جنوبی)
جزیره وسطی (استرالیای جنوبی) (به انگلیسی: Middle Island (South Australia)) یک منطقهٔ مسکونی در استرالیا است که در Spencer Gulf واقع شده‌است.